# Норт Литл Рок (Арканзас)
Норт Литл Рок (енгл. North Little Rock) град је у америчкој савезној држави Арканзас.

## Демографија
По попису из 2010. године број становника је 62.304, што је 1.871 (3,1%) становника више него 2000. године.
| Група             | 2000.          | 2010.          |
| Белци             | 37.186 (61,5%) | 32.126 (51,6%) |
| Афроамериканци    | 20.535 (34,0%) | 24.754 (39,7%) |
| Азијати           | 356 (0,6%)     | 584 (0,9%)     |
| Хиспаноамериканци | 1.463 (2,4%)   | 3.557 (5,7%)   |
| Укупно            | 60.433         | 62.304         |